# یوزف زمان
یوزف زمان (چکی: Josef Zeman؛ ۲۳ ژانویهٔ ۱۹۱۵ – ۳ مهٔ ۱۹۹۹) یک بازیکن فوتبال، و سرمربی (فوتبال) اهل جمهوری چک بود.

## باشگاهی
از باشگاه‌هایی که در آن بازی کرده‌است می‌توان به باشگاه فوتبال ویکتوریا پلزن و باشگاه فوتبال اسپارتا پراگ اشاره کرد.

## تیم ملی
وی سابقه ۴ بازی در تیم ملی فوتبال چکسلواکی در کارنامه دارد.